# Yasuo Suzuki
Yasuo Suzuki (鈴木 保男, Suzuki Yasuo, Kanagawa, 30 april 1913 – ?) was een Japans voetballer die als verdediger speelde.

## Japans voetbalelftal
Yasuo Suzuki maakte op 15 mei 1934 zijn debuut in het Japans voetbalelftal tijdens een Spelen van het Verre Oosten tegen Filipijnen. Yasuo Suzuki debuteerde in 1934 in het Japans nationaal elftal en speelde 2 interlands.

## Statistieken
| Japans voetbalelftal | Japans voetbalelftal | Japans voetbalelftal |
| Jaar                 | Wed.                 | Dlp.                 |
| -------------------- | -------------------- | -------------------- |
| 1934                 | 1                    | 0                    |
| 1935                 | 0                    | 0                    |
| 1936                 | 1                    | 0                    |
| Totaal               | 2                    | 0                    |